# John William Draper
John William Draper (St Helens; 5 de mayo de 1811 - Hastings-on-Hudson; 4 de enero de 1882) fue un químico e historiador estadounidense.

## Estudios
Nacido en St Helens (entonces Lancashire, hoy Merseyside), cerca de Liverpool (Inglaterra), en 1811, realizó sus estudios de Matemáticas y Física en la Universidad de Londres. Marchó a los Estados Unidos en 1833 y recibió el grado de Doctor en Medicina en la Universidad de Pensilvania (1837). Fue profesor de Química, Filosofía natural y fisiológica en el Colegio de Hampden Sidney (Virginia), desde 1836 hasta 1839.
Obtuvo más tarde (1839) una plaza de profesor de Química y Física de la Universidad de Nueva York, y alcanzó en 1851 el nombramiento de decano de la Facultad de Medicina de aquella Universidad.

## Trabajos científicos
Draper debió su reputación a sus trabajos sobre la acción de la luz, sobre Fisiología, Medicina, Física y Química, publicados en diversas revistas científicas de los Estados Unidos, Londres y Edimburgo, y se dio a conocer igualmente como autor de importantes publicaciones filosóficas e históricas, que fueron traducidas a varias lenguas y aumentaron de un modo prodigioso su fama.
Fundó en Nueva York, con otros profesores (Mott, Páttison, Rávese, Bedford, &c.), la University Medical College, que adquirió mucha fama como escuela de Medicina, y en 1868 dejó el ejercicio de las funciones de la enseñanza. Fue el primero que logró hacer la fotografía del organismo humano, y describió su método en dos tratados impresos en junio y septiembre de 1840 con este título: Sobre el proceso del daguerrotipo y sus aplicaciones para obtener retratos de la vida.
En 1843 imprimió su Memoria sobre la acción química de la luz, vertida al francés, alemán e italiano, en la que describe varias cosas, sobre todo un instrumento para medir el efecto químico de la luz. Expuso además una teoría sobre la causa de la circulación de la sangre: esta teoría fue objeto de grandes discusiones por parte de los médicos.
Fundó y fue el primer presidente de la American Chemical Society. Su hijo, Henry Draper, fue el primer astrónomo que fotografió la constelación de Orión.

### Controversia entre la ciencia y la fe
El nombre de Draper irá siempre unido principalmente a su obra clásica titulada Historia de los conflictos entre la religión y la ciencia (1875), vertida al francés en la Biblioteca científica internacional, y traducida al castellano directamente del inglés por Augusto Arcimis (Madrid, 1876 y 1886, un volumen en 8.º mayor); a la versión castellana, única autorizada por el autor, acompaña un prólogo de Nicolás Salmerón. Esta obra, considerada anticatólica, fue contestada en Europa por un pequeño grupo de eruditos eclesiásticos: el religioso español Tomás de la Cámara, obispo de Salamanca, en su obra Contestación a la Historia del conflicto entre la religión y la ciencia de Juan Guillermo Draper; Juan Manuel Ortí y Lara en La Ciencia y la Divina Revelación: Demostración de que entre las ciencias y los dogmas de la religión católica no pueden existir conflictos; el italiano Juan Cornoldi en una compilación de artículos que se publicó bajó el título 	Examen crítico de la Historia de los conflictos entre la religión y la ciencia de Guillermo Draper; el jesuita José Mendive contestó a Draper en su libro La religión católica vindicada de las imposturas racionalistas; el cardenal español Zeferino González lo hace en sus tomos de La Biblia y la Ciencia; el filósofo Antonio Comellas y Cluet le refuta en su Demostración de la armonía entre la religión católica y la ciencia; por el entonces jesuita (después salió de la Compañía) Miguel Mir en Harmonía entre la Ciencia y la Fe; y por el destacado intelectual español Joaquín Rubio y Ors en Los supuestos conflictos entre la religión y la ciencia, o sea la obra de Draper ante el tribunal del sentido común, de la razón y de la historia. Sólo un año después de la publicación del libro, la Santa Sede decretó su inclusión en el Index librorum prohibitorum el 4 de septiembre de 1876.
Del libro de Draper afirmó Marcelino Menéndez Pelayo:

[El libro de Draper] «no es de vulgarización, sino de vulgarismo científico, obra de un dilettante en materias filosóficas, aunque en otras se le conceda no vulgar loa.»

## Obras
Draper es autor de algunos trabajos elementales: tales son el Manual de Física (Nueva York, en 12.º) y los Elementos de Química. Escribió también un extenso tratado de la Química de las plantas (Nueva York, en 4.º), con un Apéndice, y otro titulado Fisiología estática y dinámica humana o la condición y la marcha de la vida humana (Nueva, York, 1856, en 8.º), con trescientos grabados.
Sus demás obras llevan los siguientes títulos: Historia del desarrollo intelectual de Europa (1862), traducido al francés (1868-1869, 3 vol. en 8.º), por Aubert, al italiano, alemán, polaco y ruso; Historia de la guerra civil americana (1869-1871, 3 vol,), para cuya redacción el secretario de la Guerra, Edwin McMasters Stanton, le proporcionó todos los documentos oficiales; Desarrollo intelectual de Europa (1876, 2 vol.); Tratado sobre la fuerza que produce la organización de las plantas (1844); Filosofía natural (1847, 3.ª edición, 1853); Pensamientos sobre la futura política civil de América (1865), traducida al alemán; Memorias científicas: Estudios experimentales para el conocimiento de la energía radiante (1878).